# ボストン・マナー駅
ボストン・マナー駅は、ハウンズローとイーリングの自治区の境界にあるロンドン地下鉄の駅である。トラベルカードゾーン4に属する。ピカデリー線のヒースロー支線の電車がのりいれる。

## 概要
当駅の入り口はボストンマナーロードにあり、駅はブレントフォードの小さな住宅街のなかにある。駅はハウンズローのロンドン特別区とイーリングのロンドン特別区の境界の近くに位置しており、近くにはボストンマナーの競技場、エルソーンパーク高校、スウィンコムの競技場などがある。ボストン・マナーという呼び名の由来は1170年代にさかのぼり、ボルトのトゥン、つまり農場という言葉を石で呼んだことに起源している。

## 歴史
- 1866年頃 : 建設許可がおりる。
- 1883年5月1日 : 開業する。当時は終着駅だった。
- 1905年6月13日 : 電車化。
- 1908年4月16日 : ノースフィールス駅まで開業。これにより途中駅となる。
- 1911年12月11日 : 現在の駅名に改称。
- 1933年3月13日 : ハウンズロー・ウエスト駅まで運行区間を延長。
- 1934年2月15日 : 新駅舎完成。
- 1935年4月29日 : オフピーク時において、ディストリクト線の運行を休止。
- 1964年10月9日 : ディストリクト線の運転を正式に休止。

## 駅構造
相対式ホーム2面2線の地上駅。

## 利用状況
年間乗降員数から年間日数を割り、小数点以下は四捨五入して求めている。
| 年   | 年間乗降人員 | 一日乗降人員 |
| ---- | ------------ | ------------ |
| 2013 | 2,080,000    | 5.683        |
| 2014 | 2,280,000    | 6,246        |
| 2015 | 2,240,000    | 6,137        |
| 2016 | 2,320,000    | 6,339        |
| 2017 | 2,290,000    | 6,274        |

## バス路線
当駅には、195番とE8番のバスが乗り入れる。

## 隣の駅
ロンドン地下鉄
■ピカデリー線
オスタレー駅 - ボストン・マナー駅 - ノースフィールズ駅